# Constantinsborg
Constantinsborg, oprindeligt Stadsgård, er en herregård, der ligger ned til den nyetablerede Årslev Engsø i Ormslev Sogn i Ning Herred samt Århus Kommune.

## Historie
Den har navn efter Constantin Marselis, der i slutningen af 1600-tallet ejede godset. Før den tid hed gården Stadsgård og er kendt tilbage fra omkring 1400, hvor den ejedes af en Erik Jensen Munk.
I 1583 overgik den ved et mageskifte til kong Frederik 2., der undertiden boede og gik på jagt dér. Han foranledigede også, at der blev opført et jagthus. Kongen døde kort efter, og jagthuset var allerede forsvundet igen i 1603.
I 1677 havde Constantin Marselis arvet godset efter sin far, Gabriel Marselis, og han gennemførte en omfattende ombygning. Gården blev til en trefløjet hovedbygning i bindingsværk og en trefløjet ladegård med et ridehus på 35 fag.
I 1703 blev herregården centrum for Stamhuset Constantinsborg.
En senere ejer, Constantin August Charisius, blev ramt af omfattende ulykker: først hærgedes gården i 1740'erne af den landsomfattende kvægpest, og i 1753 brændte hovedbygningen, og hans 5-årige datter omkom sammen med sin amme.
Den nuværende hovedbygning er opført i 1802 og i 1867-68 moderniseret, hvor en kobberkuppel blev tilføjet. Ved en restaurering 1999-2003 blev kuplen fjernet og huset ført tilbage til sit oprindelige udseende. Constantinsborg Gods er på 330 hektar. Der er en imponerende have i tre terrasser.

## Stamhuset Constantinsborg
Stamhuset Constantinsborg blev oprettet 9. marts 1703 af Sophie Elisabeth Charisius (1652-1741), af godserne Stadsgård (Constantinsborg) og Nygård med tilhørende, i alt 688 tønder 11 rtk., men substitueredes 1799 med et fideikommis på 193.251 rigsdaler.
Stamhuset gik siden over til erectrices brodersøn Christian Charisius (1688-1724), og hans afkom, der har udbredt sig i mange forgreninger. Ifølge erectionsbrevet går det, hvad Christian Charisius' afkom angår, i arv efter de for et seniorat gældende regler, nemlig fra ældste mandsperson til ældste mandsperson uden noget hensyn til linjer eller grader og uden hensyn til om vedkommende nedstammer af mand eller kvinde. Enhver besidder af fideikommiset skulle ansøge om tilladelse til at føre navnet Charisius.
Fideikommiset blev opløst ved lensafløsningen. Besiddere af stamhuset/fideikommisset:
1. 1703-1714: Sophie Elisabeth Charisius
2. 1714-1724: Christian Charisius (søn)
3. 1724-1776: Constantinus Augustus Charisius (søn)
4. 1776-1787: Ambrosius Charisius (bror)
5. 1787-1788: Anna Marie Dorothea Charisius (datter)
6. 1788-1829: Hans Frederik rigsgreve Fædder-Charisius (søn)
7. 1829-1831: Jens Jørgen Ambrosius rigsgreve Fædder-Charisius (bror)
8. 1831-1845: Hans Krabbe-Carisius
9. 1846-1851: Helm Gotthard Barner-Carisius
10. 1851-1879: Adam Christopher lensbaron Holsten-Charisius
11. 1879-1888: Frederik Christian "Fritz" baron Holsten-Lehn-Charisius
12. 1888-1895: Christian Conrad Sophus Stemann-Charisius
13. 1895-1904: Holger Frederik Christian baron Stampe-Charisius
14. 1904-1920: Peter Christian Rosenkrantz-Charisius

## Ejere af Constantinsborg
- (ca. 1400) Erik Jensen Munk
- (ca. 1409-1464) Peder Lykke
- (1464-1480) Christoffer Lykke
- (1480-1570) Slægten Lykke
- (ca. 1570-1583) Valdemar Parsberg
- (1583-1661) Kronen
- (1661-1667) Gabriel Marselis
- (1667-1699) Constantin Marselis
- (1699-1703) Sophie Elisabeth Charisius
- (1703-1714) Peter Rodsteen
- (1714-1724) Christian Charisius
- (1724-1776) Constantinus Augustus Charisius
- (1776-1787) Ambrosius Charisius
- (1787-1829) Hans Frederik Fædder-Charisius
- (1829-1832) Anna Marie Dorothea Charisius
- (1832-1847) P. B. Holm og Peder Jacob Møller
- (1847-1852) P. B. Holms dødsbo og Peder Jacob Møller
- (1852-1866) Peder Jacob Møller (eneejer)
- (1866) F. Severin
- (1866-1867) Peder Jacob Møller
- (1867-1885) Henrik Pontoppidan
- (1885-1938) Alfred Pontoppidan
- (1938-1969) Axel Constantin Pontoppidan
- (1969-1999) Jørgen A. Pontoppidan
- (1999-2000) Troels Holch Povlsen
- (2000-) Anders Holch Povlsen

## Constantinsborg trinbræt
Aarhus-Hammel-Thorsø Jernbane (1902-56) oprettede 1. maj 1923 Constantinsborg trinbræt øst for overskæringen ved Storskovvej. I 1936 blev trinbrættet forsynet med et venteskur af træ. I starten var det kun de fleksible motortog, der standsede her, men fra oktober 1946 gjorde damptogene også.